# 萨维涅苏勒吕德
萨维涅苏勒吕德（法語：Savigné-sous-le-Lude，法語發音：[saviɲe su lə lyd]，意为“勒吕德下方的萨维涅”）是法国萨尔特省的一个市镇，属于拉弗莱什区。

## 地理
萨维涅苏勒吕德（47°37'8"N, 0°3'28"E）面积33.84 平方千米，位于法国卢瓦尔河地区大区萨尔特省，该省份为法国西北部内陆省份，北起顺时针与奥恩省、厄尔-卢瓦省、卢瓦-谢尔省、安德尔-卢瓦尔省、曼恩-卢瓦尔省和马耶讷省接壤，是法国大西部的入口，连接卢瓦尔河谷、布列塔尼和巴黎盆地。
与萨维涅苏勒吕德接壤的市镇（或旧市镇、城区）包括：托雷莱潘、努瓦扬维拉日、安茹地区博热、勒吕德。

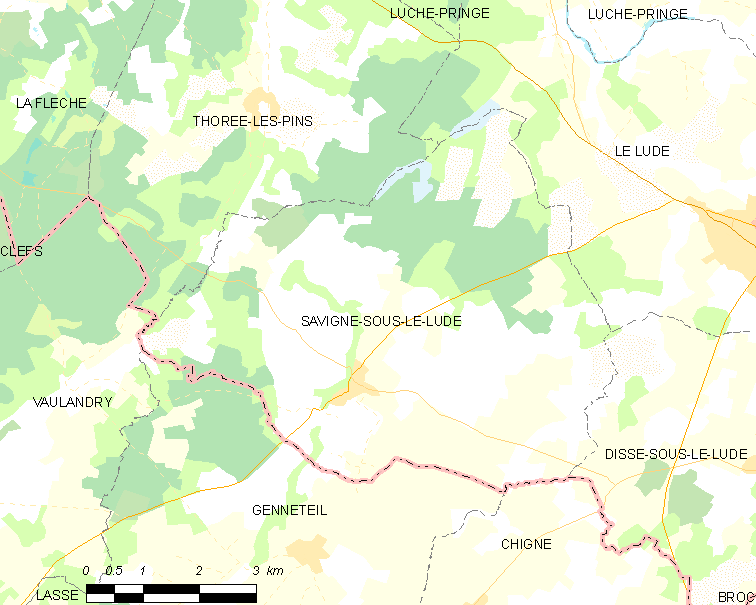
萨维涅苏勒吕德的OSM定位图

萨维涅苏勒吕德的时区为UTC+01:00、UTC+02:00（夏令时）。

## 行政
萨维涅苏勒吕德的邮政编码为72800，INSEE市镇编码为72330。

## 政治
萨维涅苏勒吕德所属的省级选区为勒吕德县。

## 人口

1962-2008年间萨维涅苏勒吕德人口变化图示

萨维涅苏勒吕德于2022年1月1日时的人口数量为447人。